# Herdonea
Herdonea (grec antic: Ἐρδωνία) va ser una ciutat de l'interior de la Pulla, a una branca de la via Àpia que portava des Canusium a Beneventum. Era a 26 milles romanes (uns 40 km) de Canusium, segons l'Itinerari d'Antoní i la Taula de Peutinger. La ciutat es va unir als cartaginesos després de la batalla de Cannes.
El nom d'Herdonea es troba escrit de diverses maneres: Erdonias, a l'Itinerari d'Antoní, i Serdonis i Ardona en altres Itineraris. No hi ha dubte que les Ardoneae que menciona Titus Livi on Quint Fabi Màxim Berrugós va establir els seus quarters d'hivern l'any 214 aC, era només una corrupció del nom.
Es famosa a la història per haver estat l'escenari de dues derrotes romanes davant Hanníbal en només dos anys:
- La primera l'any 212 aC, en la què el pretor Gneu Fulvi Flac va ser derrotat pel general cartaginès.[3]
- La segona el 210 aC en què el procònsol Gneu Fulvi Centumal va tornar a ser derrotat.[4]

L'any 210 aC, com que Hanníbal no tenia confiança en la fidelitat de la ciutat, la va destruir, i va portar els seus habitants a Metapontum i Thurii. Més tard va ser reconstruïda, i en parlen Plini el Vell, Claudi Ptolemeu i Estrabó, però no va tenir importància. Sili Itàlic, a finals del segle i, diu que era un lloc desert i dessolat. Sembla que va tenir rang municipal i seguia existint al temps dels Itineraris al segle iv. Al segle ix els sarraïns la van destruir.
Les seves ruïnes encara existeixen, properes al llogaret d'Ordona, entre Bovino i Cerignola, a la carretera entre Nàpols i Òtranto.